# 윤형국
윤형국(尹亨國, 1979년 8월 20일 ~ )은 KBO 리그 전 SK 와이번스의 내야수이며,2004년을 끝으로 방출된 뒤 프로계를 떠나 백송고, 제물포고 코치를 역임하였다.

## 출신학교
- 전주고등학교
- 인하대학교

## 등번호
- 52번